# 保証人
保証人（ほしょうにん）とは、一般には保証債務を負う人をいう（人的保証）。ただし、担保を提供している人（物的保証の場合の物上保証人）をいう場合もある。また、身元保証における保証人（身元保証人）をいうこともある。
- 日本の民法について以下では、条数のみ記載する。

## 人的保証
保証人とは、主たる債務者がその債務を履行しない場合に、その履行をなす債務（保証債務）を負う者をいう（446条）。

### 保証契約
保証は、債権者（貸主等）と保証人との間の契約（保証契約）によってなされる。その前提として、主債務者（借主等）と保証人との間の保証委託契約（債務者が保証人に保証契約の締結を委託する契約）が締結されるのが通例であるが、保証委託契約の有無は保証契約の効力に何ら影響を及ぼさない。
主債務者が保証人を立てる義務を負う場合には、保証人は、資力のある行為能力者でなければならない（450条1項）。もっとも、債権者が保証人を指定する場合には、未成年者等の制限行為能力者や、資力のない者でもよい（同条3項）。

### 保証の種類

#### 単独保証と共同保証
保証人が一人の場合を単独保証、保証人を複数設定する場合を共同保証という。
共同保証人間には分別の利益があり、各保証人は主債務額を保証人の頭数で割った額のみを保証する。もっとも後述の連帯保証人には分別の利益はないので、共同保証人が何人いようと、各連帯保証人は主債務の全額につき保証する。

#### 単純保証と連帯保証
連帯の特約のない保証（単純保証）であれば保証人には催告の抗弁権と検索の抗弁権が与えられる（452条、453条）。
一方、連帯保証人（主債務者と連帯して債務を負う特約を付した保証人）には、催告の抗弁権と、検索の抗弁権はなく（454条）、事実上債務者と全く同じ義務を負う。日本では、住宅ローンを借り入れるとき、賃貸借契約を締結するとき、奨学金を借り入れるとき、公営住宅に入居するときなど、多くの場合連帯保証人が必要。 そのため、例えば、主債務者が支払いを滞納や行方不明になったり、裁判所に自己破産や民事再生などの申し立てをすることなどで連帯保証人になったリスクが具現化（一家離散、家庭崩壊、自殺、無理心中、自己破産、民事執行で裁判所から給与や資産がいきなり差押えられる、債権者からいきなり請求が来る）する。たとえ親、兄弟、親戚から連帯保証人を頼まれても、軽い気持ちで書類にサインと実印を押したり、印鑑証明書、所得証明書、本人確認書類のコピーを渡したりせず、頼まれてもきちんと断わることが大切である。。
2013年6月には、ねじれ国会下の参院で民主党ほか3野党合同で提出された「金融機関による貸付けに際して第三者に保証を求めることを禁止する民法改正案」が可決された。しかし、与党の反対により成立の見込みはなく、新聞等で大きく取りあげられることもなかった。ただし、後に行われた民法改正で、事業性融資に対する経営者以外の個人保証について、公正証書による保証意思の宣明を必要とするようになっている。

## 物的保証
物上保証人とは自己の財産をもって他人の債務の担保に供した者をいう。

## 身元保証
就職時の保証人について、労働基準局に相談が寄せられることがある。保証人は法律で義務付けられているものではなく、拒否しても違法ではない。逆に、会社側が新入社員に保証人を求めることを禁止する法律もなく、保証人がいないことを理由に入社を断っても現行法上、違法ではないため、実際に入社を断られるケースもある。
雇用側が身元保証人に損害賠償を請求するには、身元保証人となっている人物に業務内容、異動情報などを通知しなければならない（法3条）。ただし、通知を行っていれば損害賠償を請求することはでき、実際に会社の金を横領した社員の保証人に損害賠償を請求したケースは多数ある。